# Alea Jacta Est (EP)
Alea Jacta Est (von lat. Alea iacta est, auf Deutsch etwa „Die Würfel sind gefallen“) ist die Debüt-EP der fiktiven Symphonic-Metal-Band Ave Mujica, die am 13. September 2023 bei Bushiroad Music in Japan auf den Markt kam.
Die Veröffentlichung beinhaltet insgesamt sechs Stücke mit einer gesamten Spiellänge von 25 Minuten und elf Sekunden. Fünf der auf der EP vorhandenen musikalischen Werke wurden im Vorfeld auf digitaler Ebene als Musikdownload und im Musikstreaming veröffentlicht. Das abschließende, nach der Gruppe benannte Lied ist in der dreizehnten Folge der Anime-Fernsehserie BanG Dream! It’s MyGO!!!!! in voller Länge als Insert-Song zu hören.
Alea Jacta Est erreichte Chartnotierungen in den japanischen Albumcharts von Oricon und Billboard Japan.

## Hintergrund und Produktion
Die Gründung von Ave Mujica wurde am 9. April 2023 während des vierten Konzerts der zum BanG-Dream!-Franchise gehörenden Rockgruppe MyGO!!!!! angeteasert. Zwei Tage später, am 11. April, debütierte die Band mit der digitalen Veröffentlichung des Liedes Kuro no Birthday. Das erste Konzert gaben Ave Mujica am 4. Juni 2024 im Nakano Sun Plaza in Tokio. Während des Konzertes wurden die Namen der fiktiven Bandmitglieder der Öffentlichkeit vorgestellt, während die Identitäten der Mitglieder der realen Musikgruppe geheim gehalten wurden. A Zudem wurde das Datum für das zweite Livekonzert Ave Mujicas, sowie die Veröffentlichung der EP Alea Jacta Est angekündigt.
Zum Zeitpunkt des Konzertes hatte Ave Mujuca mit Futatsu no Tsuki ~Deep Into The Forest~, Choir ‘S’ Choir, Kamisama, Baka und Masquerade Request Rhapsody vier weitere Lieder auf digitaler Ebene herausgebracht. Alle fünf Lieder sind auf der EP enthalten. Das abschließende Lied der EP, Ave Mujica, ist in voller Länge als Insert-Song in der dreizehnten Folge des Anime BanG Dream! It’s MyGO!!!!! zu hören.
Die EP wurde von den Musikproduzenten Shuji Yoshimura und Koki Ogata im Ace Crew Studio und dem ARIA Studio aufgenommen. Alea Jacta Est wurde von Koichi Hara im Studio Fine abgemischt. Das Mastering übernahm Hiromichi „Tucky“ Takiguchi. An der Entstehung der EP war zudem Unlucky-Morpheus-Gitarrist Hiroyuki Ogawa beteiligt. Die Musik wurde von verschiedenen Komponisten von Supa Love und Elements Garden erarbeitet, während Diggy-MO' sich für sämtliche Liedtexte der auf der EP enthaltenen Stücke verantwortlich zeigte.

## Titelliste
| Nr. | Titel (Original)                  | Titel (transkript.)                     | Komponisten        | Songwriter          | Länge | Anmerkungen                                            |
| --- | --------------------------------- | --------------------------------------- | ------------------ | ------------------- | ----- | ------------------------------------------------------ |
| 01  | 黒のバースデイ                    | Kuro no Birthday                        | Gasa Yasuhiro      | Diggy-MO'           | 3:46  |                                                        |
| 02  | ふたつの月 ~Deep Into The Forest~ | Futatsu no Tsuki ~Deep Into The Forest~ | Daisuke Hasegawa   | Diggy-MO'           | 4:56  |                                                        |
| 03  | Choir ‘S’ Choir                   | –                                       | Mai Kakumoto       | Diggy-MO'           | 4:38  |                                                        |
| 04  | 神さま、バカ                      | Kamisama, Baka                          | Takahito Makishima | Diggy-MO'           | 3:34  |                                                        |
| 05  | Masquerade Rhapsody Request a     | –                                       | Araken             | Diggy-MO'           | 4:02  |                                                        |
| 06  | Ave Mujica                        | –                                       | Noriyasu Agematsu  | Agematsu, Asuka Oda | 4:15  | Insert-Song in BanG Dream! It’s MyGO!!!!! (Episode 13) |

## Rezeption

### Kritiken
NBT von JRock News bezeichnete die Musik von Ave Mujica als düster und emotional, indem diese Einflüsse des Symphonic Rock und dem Symphonic Metal miteinander kombiniere.
Für Sputnikmusic besprach SaiseiTunes die EP. Der Kritiker bezeichnete BanG Dream! als „heimliches Laster“. Während der Rezensent sich beschämt zeigte, den Anime gemocht zu haben, schämt er sich nicht, die Musik des Franchises zu hören. Da Ave Mujica zum Zeitpunkt als die Besprechung geschrieben wurde noch keine Hintergrundgeschichte in Form eines Anime erhalten habe, konnte er Alea Jacta Est frei von diesem Kontext besprechen. Die Musik, so SaiseiTunes, klinge „launischer und heavier“ als die Franchise-Kolleginnen von Roselia, das Riffing sei Metal-lastiger und durch den Einbau von Choralgesang kreiere die Gruppe einen gruseligeren Sound. Verglichen mit älteren Gruppen des Franchises seien die Liedtexte erwachsener. Trotz der lobenden Worte hob der Kritiker hervor, dass Ave Mujica immer noch Teil des BanG-Dream!-Franchise sei und die Gruppe deswegen nach wie vor in die Idol-eske Formel passe, die die anderen Gruppen eingeführt haben.
Das nach der Gruppe benannte Lied Ave Mujica wurde als Bonuslied in der Liste der 25 besten Animesongs des Jahres 2023 von JRock News aufgenommen.

### Kommerzieller Erfolg
In der ersten Verkaufswoche setzte die EP rund 4.300 Tonträger ab, wodurch diese auf Platz 14 der heimischen Oricon-Albumcharts einstieg.

## Chartplatzierungen
In den Oricon-Albumcharts erreichte Alea Jacta Est mit Platz 14 seine höchste Positionierung. Die EP verweilte insgesamt vierzehn Wochen lang in der Hitliste. Zudem erreichte das Werk Notierungen in den Oricon Combined Albums Charts, den Anime-Albumcharts und den Rock-Albumcharts, die ebenfalls von Oricon erhoben werden.
In den Hot-Albums-Charts von Billboard Japan stieg die EP auf Platz 14 ein und erreichte darüber hinaus Notierungen in den Top-Album-Sales-Charts sowie den Downloadcharts.
| ChartsChartplatzierungen | Höchstplatzierung | Wochen |
| ------------------------ | ----------------- | ------ |
| Japan (Oricon)           | 14 (14 Wo.)       | 14     |

### Belege
1. ↑  縺ｻ繧薙§縺､繧医ｋ縺ｯ縺｡縺倥↓縺偵?繧?縺吶◆繝ｼ縺ｨ. In: Denfaminicogamer.jp. 10. April 2023, abgerufen am 22. Juni 2025 (japanisch).
2. ↑  リアルタイムに謎解きが展開された「Ave Mujica」の一連の出来事はなんだったのか ― 次回は4月16日に東京某所で. In: Denfaminicogamer.jp. 11. April 2023, abgerufen am 22. Juni 2025 (japanisch).
3. 1 2  Shohei Kikuchi: 「バンドリ！」発の謎に包まれたバンド“Ave Mujica”の0th LIVEレポート。初のリアル公演でついにメンバーの名前が判明！？ In: 4gamer.net. 4. Juni 2023, abgerufen am 22. Juni 2025 (japanisch).
4. ↑  Ave Mujica 0th LIVE "Primo die in scaena". In: PRTimes.jp. 4. Juni 2023, abgerufen am 22. Juni 2025 (japanisch).
5. 1 2  NBT: Top 25 anime opening and ending songs 2023. In: Jrocknews.com. 30. Dezember 2023, abgerufen am 22. Juni 2025 (englisch).
6. 1 2 3  Ave Mujica: Alea Jacta Est, Bushiroad Music, EAN: 4562494356385, Katalognummer: BRMM-10672, 2023 (japanisch)
7. 1 2  Alea jacta est / Ave Mujica [Limited Edition]. In: Video Game Music Database. Abgerufen am 22. Juni 2025 (amerikanisches Englisch).
8. ↑  NBT: New enigmatic band Ave Mujica uncovers “Alea jacta est”, 1st mini-album. In: Jrocknews.com. 14. September 2023, abgerufen am 21. Juni 2025 (englisch).
9. ↑  SaiseiTunes: Ave Mujica: Alea Jacta Est. In: Sputnikmusic. 26. März 2024, abgerufen am 22. Juni 2025 (amerikanisches Englisch).
10. ↑  アルバムランキング 2023年09月25日付. In: Oricon. Archiviert vom Original am 26. September 2023; abgerufen am 22. Juni 2025 (japanisch).
11. 1 2  Alea jacta est. In: Oricon. Abgerufen am 22. Juni 2025 (japanisch).
12. ↑  Ave Mujicaのランキング情報. In: Oricon. Abgerufen am 22. Juni 2025 (japanisch).
13. ↑  アニメアルバムランキング 2023年09月25日付. In: Oricon. Archiviert vom Original am 27. September 2023; abgerufen am 22. Juni 2025 (japanisch).
14. ↑  ROCKアルバムランキング 2023年09月25日付. In: Oricon. Archiviert vom Original am 20. September 2023; abgerufen am 22. Juni 2025 (japanisch).
15. ↑  Ave Mujica. In: Billboard Japan. Abgerufen am 22. Juni 2025 (japanisch).
16. ↑  Kitano Saku: Ave Mujica、ついにキャスト解禁！ミニアルバム『Alea jacta est』、0th LIVE、衝撃のアニメ最終話と続編への期待についてメンバー集合初インタビューで迫る. In: LisAni.jp. 16. September 2023, abgerufen am 22. Juni 2025 (japanisch).